# Karl Feuerstein
Karl Feuerstein (* 11. Juni 1940 in Mannheim; † 16. November 1999 ebenda) war ein deutscher Gewerkschafter.

## Werdegang
Im Jahr 1955 begann er eine Lehre als Feinblechner im Mannheimer Werk der Daimler-Benz AG. 1963 wurde er zum ersten Mal Mitglied des Betriebsrats. Von 1989 bis März 1999 war er Vorsitzender des Konzerngesamtbetriebsrates. Wegen einer schweren Krebserkrankung musste er dieses Amt aufgeben. Feuerstein wirkte auch als stellvertretender Vorsitzender des Aufsichtsrates.
1993/94 befand sich Daimler-Benz in einer schweren Krise. Es wurden mehrere zehntausend Arbeitsplätze abgebaut. Feuerstein erreichte, dass keine betriebsbedingten Kündigungen ausgesprochen wurden. 1993 sicherte Feuerstein durch das Angebot geringerer Tariferhöhungen für die Daimler-Beschäftigten den Bestand  des Werkes in Rastatt. Im Jahr 1994 unterstützte Feuerstein Jürgen Schrempp gegen dessen Konkurrenten Helmut Werner als Nachfolger von Edzard Reuter als Vorstandsvorsitzender. 1996 wollte Daimler-Benz die damals neuen gesetzlichen Möglichkeiten der eingeschränkten Lohnfortzahlung im Krankheitsfall als erste Firma umsetzen. Feuerstein mobilisierte die Belegschaft. Daraufhin sah sich der Daimler-Benz-Vorstand gezwungen, dies zurückzunehmen.
Feuerstein war 28 Jahre lang für die SPD in Mannheim Gemeinderat. Er war Mitglied der IG Metall.